# ミドルメディア
ミドルメディアとは、マスメディアと、インターネットの掲示板やブログ、SNS、口コミといったパーソナルメディア（ソーシャルメディアを含む）の中間にあるメディアのことである。ジャーナリストの藤代裕之が定義した。
インターネットの普及は掲示板やブログなどの個人が発信するメディアの発達を促したが、膨大な情報の中から知りたい情報を探すのが困難という問題も生ずるようになった。このため、それらの情報をまとめるメディアの必要性が見出されるようになった。
具体的には、企業や業界、分野、趣味の人々など、数千人から数十万人の規模の特定層に向けて発信される情報を媒体するものである。

## ミドルメディアの種類
プラットフォーム提供型
集合知というWeb 2.0的な手法を元に、ユーザーが参加して記事やサイトのランキング、重要度などを評価していく。ソーシャルブックマークやソーシャルニュースなどが該当する。
編集型
編集者が情報をさがし、価値があると判断した情報をユーザーに紹介する。J-CASTニュースやまとめサイトなどが該当する。
現在、主なミドルメディアには下記のようなものがある。
- ガジェット通信（東京産業新聞社、日本インターネット報道協会加盟社）
- J-CASTニュース（ジェイ・キャスト、日本インターネット報道協会加盟社）
- ロケットニュース24（ソシオコーポレーション）
- らばQ
- ハフポスト（BuzzFeed Japan, Inc）[3]
- 5ちゃんねるのまとめサイト（はちま起稿、ハムスター速報など）

形態は様々で、ビデオジャーナリストと組んで新興の報道機関の業界団体である日本インターネット報道協会に属し、編集にとどまらず各所への取材を積極的に行うものもあれば、単にアクセスが稼げそうな情報をまとめてホラ話を含めた街談巷語サイトもあり、情報の信頼性も玉石混交である。詳しくは各項目を参照のこと。

## 問題点
個人が発信した情報を元にしているため、掲示板やブログで批判的な書き込みが殺到する「炎上」を助長しているといわれている。また、5ちゃんねるのまとめサイトは特に社会問題になるような虚偽若しくは誇張を混じえた報道が多い。